# São Gonçalo do Rio Abaixo
São Gonçalo do Rio Abaixo is een gemeente in de Braziliaanse deelstaat Minas Gerais. De gemeente telt 9.738 inwoners (schatting 2009).

## Aangrenzende gemeenten
De gemeente grenst aan Barão de Cocais, Bom Jesus do Amparo, Itabira, João Monlevade, Rio Piracicaba en Santa Bárbara.